# (24162) Askaci
(24162) Askaci (1999 WD) – planetoida z grupy pasa głównego asteroid okrążająca Słońce w ciągu 4,64 lat w średniej odległości 2,78 j.a. Odkryta 17 listopada 1999 roku.